# Erro judicial
Um erro judicial é uma hipótese do direito penal, que ocorre quando o Poder Judiciário condena uma pessoa inocente ou absolve uma pessoa culpada, em virtude de falhas no processo legal. Esses erros podem decorrer de diversos fatores, como má condução da investigação, uso inadequado de provas, testemunhos falsos ou falhas na atuação de advogados, promotores ou juízes. 
O erro judicial representa uma grave violação dos princípios da justiça e dos direitos fundamentais, como o direito ao contraditório, à ampla defesa e à presunção de inocência. Em muitos sistemas jurídicos, existem mecanismos para revisar e reparar tais erros, como a revisão criminal e a indenização ao condenado injustamente.

## Erro judiciário
Há uma diferença entre "erro judicial in genere" e "erro judiciário típico (in specie)"
Um erro judiciário é uma "má subsunção do comportamento à norma em vigor à época do fato" assim como um "erro de perspectiva" e/ou uma "falsa percepção dos fatos" que, em muitos casos, tem consequências graves para a vítima.
O erro judiciário corresponderia "às situações que dão ensejo à revisão criminal, prevista no artigo 621 do Código de Processo Penal, e ocorrem:
- quando a sentença condenatória for contrária ao texto expresso da lei penal ou à evidência dos autos;
- quando a sentença condenatória se fundar em depoimentos comprovadamente falsos;
- quando, após a sentença, se descobrirem novas provas de inocência do condenado ou de circunstância que determine ou autorize diminuição especial da pena."

O "erro judiciário difere do desvio na execução da pena porquanto o primeiro diz respeito aos fundamentos da decisão condenatória, e o segundo, por sua vez, está relacionado com o cumprimento ou satisfação do julgado, cf. reza o artigo 185 da Lei de Execuções Penais".